# Campionato Italiano Velocità in Salita 2015
Il Campionato Italiano Velocità in Salita 2015 è la 57ª edizione del campionato Italiano Velocità in Salita dalla sua istituzione nel 1959.
In questa edizione sono presenti le classi Moto 3, 125 Open (ove gareggiano motocicli di 125 cm³ 2 tempi e 250 cm³ 4 tempi), 250 Open (2t), 600 Stock, Naked, 600 Open,1000 Open Supermotard, Sidecar. Inoltre partecipano senza però titolazione ufficiale la categoria Scooter, le Moto d'Epoca GR4 Classiche/Epoca, GR5 GP 175 4T, GR5 GP 250 2T/4T, Classiche GP e Vintage 83.
La novità del 2015 è l'aggiunta al calendario di una nuova gara, la Scarperia - P.sso Giogo.
La gara Carpasio - Pratipiani come nel 2014 sarà valevole per il Campionato Europeo.
La gara Poggio - Vallefredda sarà per la prima volta valevole per il Campionato Europeo
La gara Spoleto - Forca di Cerro come nel 2014 sarà gara doppia.

## Calendario gare
| Data         | Tracciato                | Vincitore Moto 3 | Vincitore 125 Open | Vincitore 250 Open | Vincitore 600 Stock  | Vincitore Naked | Vincitore 600 Open        | Vincitore Supermotard | Vincitore 1000   | Vincitori Sidecar | Fonte   |
| ------------ | ------------------------ | ---------------- | ------------------ | ------------------ | -------------------- | --------------- | ------------------------- | --------------------- | ---------------- | ----------------- | ------- |
| 21 giugno    | Carpasio - Cratipiani    | NERI Andrea      | QUEIROLO Marco     | OLCESE Cristian    | SULLO Carmine        | MANICI Stefano  | CURINGA Francesco 1'26.74 | PEDRIALI Loris        | LOMBARDI Daniele | BARBI - DORATORI  | ficr.it |
| 23 agosto    | Poggio - Vallefredda     | LOMBARDI Marco   | GINESINI Marco     | OLCESE Cristian    | NARI Stefano         | MANICI Stefano  | CURINGA Francesco 1'16.22 | MARTINELLI Francesco  | BONETTI Stefano  | DICHAMP - Chabloz | ficr.it |
| 29 agosto    | Spoleto - Forca di Cerro | NERI Andrea      | GINESINI Marco     | OLCESE Cristian    | NARI Stefano 1'06.83 | MANICI Stefano  | CURINGA Francesco         | BENTIVOGLIO Niccolò   | BONETTI Stefano  | BARBI - Doratori  | ficr.it |
| 30 agosto    | Spoleto - Forca di Cerro | NERI Andrea      | GINESINI Marco     | OLCESE Cristian    | NARI Stefano 1'06.64 | MANICI Stefano  | CURINGA Francesco         | BENTIVOGLIO Niccolò   | BONETTI Stefano  | BARBI - Doratori  | ficr.it |
| 27 settembre | Scarperia - Giogo        | LOMBARDI Marco   | QUEIROLO Marco     | OLCESE Cristian    | NARI Stefano 1'02:12 | MANICI Stefano  | CURINGA Francesco         | MOSERITI Alberto      | BONETTI Stefano  | BARBI - Doratori  | ficr.it |

## Classifiche
Classe Moto 3
| Pos | Pilota         | Carpasio Pratipiani | Poggio Vallefredda | Spoleto - Forca di Cerro 1 | Spoleto - Forca di Cerro 2 | Scarperia - Giogo | TOT |
| --- | -------------- | ------------------- | ------------------ | -------------------------- | -------------------------- | ----------------- | --- |
| 1   | NERI Andrea    | 50                  | 45                 | 45                         | 50                         |                   | 190 |
| 2   | LOMBARDI Marco |                     | 45                 | 45                         | 40                         | 50                | 180 |
| 3   | ADAMI Luciano  | 40                  | 32                 | 32                         | 32                         |                   | 136 |

Classe 125 GP/Open
| Pos | Pilota          | Carpasio Pratipiani | Poggio Vallefredda | Spoleto - Forca di Cerro 1 | Spoleto - Forca di Cerro 2 | Scarperia - Giogo | TOT |
| --- | --------------- | ------------------- | ------------------ | -------------------------- | -------------------------- | ----------------- | --- |
| 1   | QUEIROLO Marco  | 50                  | 40                 | 45                         | 40                         | 50                | 225 |
| 2   | GINESINI Marco  |                     | 50                 | 45                         | 50                         | 33                | 178 |
| 3   | GUBBINI Giacomo | 16                  | 32                 | 32                         | 32                         | 29                | 141 |

Classe 250 GP/Open
| Pos | Pilota          | Carpasio Pratipiani | Poggio Vallefredda | Spoleto - Forca di Cerro 1 | Spoleto - Forca di Cerro 2 | Scarperia - Giogo | TOT |
| --- | --------------- | ------------------- | ------------------ | -------------------------- | -------------------------- | ----------------- | --- |
| 1   | OLCESE Cristian | 50                  | 50                 | 50                         | 50                         | 50                | 250 |
| 2   | TESTONI Guido   | 32                  | 40                 | 40                         | 40                         | 40                | 142 |
| 3   | MUTTI Pierluigi | 40                  | 32                 | 32                         | 32                         | 26                | 162 |

Classe 600 Stock
| Pos | Pilota           | Carpasio Pratipiani | Poggio Vallefredda | Spoleto - Forca di Cerro 1 | Spoleto - Forca di Cerro 2 | Scarperia - Giogo | TOT |
| --- | ---------------- | ------------------- | ------------------ | -------------------------- | -------------------------- | ----------------- | --- |
| 1   | NARI Stefano     | 27                  | 50                 | 50                         | 50                         | 41                | 218 |
| 2   | SULLO Carmine    | 50                  | 36                 | 40                         | 36                         | 45                | 207 |
| 3   | FRISANCO Stefano | 40                  | 36                 | 32                         | 36                         | 26                | 170 |

Classe Naked 650
| Pos | Pilota             | Carpasio Pratipiani | Poggio Vallefredda | Spoleto - Forca di Cerro 1 | Spoleto - Forca di Cerro 2 | Scarperia - Giogo | TOT |
| --- | ------------------ | ------------------- | ------------------ | -------------------------- | -------------------------- | ----------------- | --- |
| 1   | MANICI Stefano     | 50                  | 50                 | 50                         | 50                         | 50                | 250 |
| 2   | MARCHELLI Riccardo | 40                  | 40                 | 40                         | 32                         | 40                | 192 |
| 3   | GIOVANNONI Marco   | 26                  | 32                 | 32                         | 40                         | 22                | 152 |

Classe 600 Open
| Pos | Pilota            | Carpasio Pratipiani | Poggio Vallefredda | Spoleto - Forca di Cerro 1 | Spoleto - Forca di Cerro 2 | Scarperia - Giogo | TOT |
| --- | ----------------- | ------------------- | ------------------ | -------------------------- | -------------------------- | ----------------- | --- |
| 1   | CURINGA Francesco | 25                  | 25                 | 25                         | 25                         | 25                | 250 |
| 2   | LANNUTTI Fabrizio | 29                  | 32                 | 40                         | 40                         | 40                | 181 |
| 3   | STORNIOLO Yuri    | 19                  | 19                 | 26                         | 26                         | 26                | 116 |

Classe Supermoto
| Pos | Pilota              | Carpasio Pratipiani | Poggio Vallefredda | Spoleto - Forca di Cerro 1 | Spoleto - Forca di Cerro 2 | Scarperia - Giogo | TOT |
| --- | ------------------- | ------------------- | ------------------ | -------------------------- | -------------------------- | ----------------- | --- |
| 1   | BENTIVOGLIO Niccolò | 40                  | 36                 | 50                         | 50                         | 40                | 216 |
| 3   | MOSERITI Alberto    | 22                  | 26                 | 32                         | 32                         | 50                | 162 |
| 3   | VOLPE Fabio         | 20                  | 27                 | 40                         | 40                         | 32                | 159 |

Classe 1000

| Pos | Pilota           | Carpasio Pratipiani | Poggio Vallefredda | Spoleto - Forca di Cerro 1 | Spoleto - Forca di Cerro 2 | Scarperia - Giogo | TOT |
| --- | ---------------- | ------------------- | ------------------ | -------------------------- | -------------------------- | ----------------- | --- |
| 1   | BONETTI Stefano  | 36                  | 50                 | 50                         | 50                         | 50                | 236 |
| 2   | LOMBARDI Daniele | 45                  | 40                 | 40                         | 40                         | 40                | 205 |
| 3   | GIOVANNONI Marco | 36                  | 27                 | 26                         | 32                         | 32                | 153 |

Classe Sidecar
| Pos | Pilota                 | Carpasio Pratipiani | Poggio Vallefredda | Spoleto - Forca di Cerro 1 | Poggio Vallefredda | Scarperia - Giogo | TOT |
| --- | ---------------------- | ------------------- | ------------------ | -------------------------- | ------------------ | ----------------- | --- |
| 1   | BARBI - DORATORI       | 50                  | 40                 | 50                         | 50                 | 50                | 240 |
| 2   | ZECCHI - ZECCHI        | 24                  | 29                 | 32                         | 32                 | 40                | 157 |
| 3   | MANFREDI - FRANCESCONI |                     |                    | 40                         | 40                 |                   | 80  |